# NGC 1676
NGC 1676 est un amas ouvert situé dans la constellation de la Dorade. Il a été découvert par l'astronome britannique John Herschel en 1835. NGC 1676 est situé dans le Grand Nuage de Magellan.
Le diamètre apparent de l'amas est de 0,8 minute d'arc, ce qui, compte tenu de la distance, donne un diamètre réel d'environ 37 années-lumière.

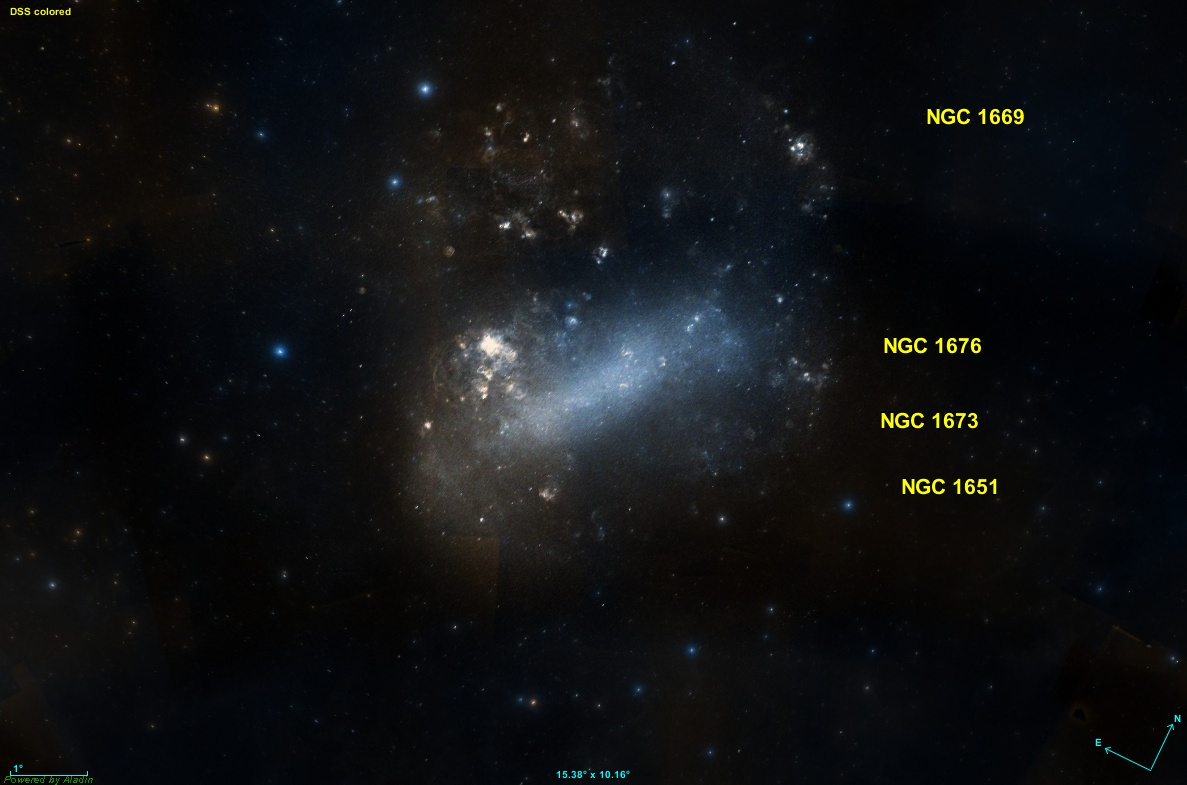
Position de l'amas d'étoiles NGC 1676 par rapport au Grand Nuage de Magellan.